# Доненбаев, Сайрамбай Аликулович
Сайрамбай Аликулович Доненбаев (каз. Сайрамбай Әлиқұлұлы Дөненбаев; 1 апреля 1965; Луговской район, Джамбулская область, КазССР, СССР — 6 июля 2020; Тараз, Казахстан) — казахстанский хозяйственный деятель, предприниматель, меценат. Герой Труда Казахстана (2018).

## Биография
Родился 1 апреля 1965 года в селе Жарлысу Совхоза Алгабас Луговского (ныне Турар Рыскуловского) района Жамбылской области.
В 1983 году окончил школу-интернат г. Джамбула, в том же году служил в рядах Советской Армии.
С 1986 по 1996 год — работал чабаном в совхозе Алгабас, заведующим фирмой, зоотехником.
С 1997 по 2020 год — глава крестьянского хозяйства «Шаушен».
Сайрамбай Доненбаев построивший мечеть «Мұрат баба», интернат на 40 учеников и детский сад на 92 места в районе Т. Рыскулова. 
Скончался 6 июля 2020 года от пневмонии.

### Крестьянское хозяйство «Шаушен»
В свое время КХ «Шаушен» первым в Жамбылской области приступил к поставкам большого объема мясной продукции в торговую сеть Астаны. Только в этом году хозяйство экспортировало в Объединенные Арабские Эмираты и Иран 8 тысяч голов овец. Здесь выращиваются высокопродуктивные племенные животные-овцы и лошади, десятки тысяч овец Едильбаевской породы, сотни лошадей местной казахской породы, сотни Быков. Сейчас в хозяйстве насчитывается около 5 тысяч овец и лошадей, в ближайшее время планируется довести экспорт до 13 тысяч голов.
Сегодня крестьянское хозяйство «Шаушен» — крупное агроформирование в масштабах страны.

## Награды
- 2001 — Медаль «10 лет независимости Республики Казахстан»
- 2003 — Медаль «Ерен Еңбегі үшін» (За трудовое отличие) Указ президента РК от 8 декабря.
- 2008 — Медаль «10 лет Астане»
- 2011 — Медаль «20 лет независимости Республики Казахстан»
- 2012 — Орден Курмет указ президента РК от 5 декабря.
- 2012 — Нагрудный знак «Еңбек даңқы» ІІІ степени (трудовая слава)
- 2012 — Нагрудный знак «Ауыл шаруашылығы саласының үздігі» (отличник сельского хозяйства)
- 2016 — Медаль «25 лет независимости Республики Казахстан»
- 2018 — Звание «Қазақстанның Еңбек Ері» с вручением знака особого отличия Золотая Звезда и ордена «Отан» — за выдающиеся достижения в экономическом, социально-гуманитарном развитии Республики Казахстан, активную общественную деятельность.[5][6]
- 2018 — Медаль «20 лет Астане»